# Capropygia
Capropygia is een geslacht van straalvinnige vissen uit de familie van de doosvissen (Aracanidae).

## Soorten
- Capropygia unistriata (Kaup, 1855)